# Koleśniki (rejon solecznicki)
Koleśniki (lit. Kalesninkai) – wieś na Litwie, w okręgu wileńskim, w rejonie solecznickim, w pobliżu granicy z Białorusią. Siedziba gminy Koleśniki. Leżą nad rzeką Tura, dopływem Wersoki.
W 1643 powstała tu kaplica, następnie wybudowano dwa kościoły. Zostały one zamknięte po stłumieniu powstania listopadowego. 11 listopada 1922 zaś odprawiono pierwszą mszę w nowym kościele. 1 listopada 1943 77 Pułk Piechoty AK, pod dowództwem Tadeusza Binkowicza rozbił posterunek żandarmerii w Koleśnikach.
Obecnie w Koleśnikach działa litewska szkoła podstawowa i polska szkoła średnia (w budynku z 1954). Przy ulicy szkolnej 4 znajduje się Gimnazjum im. Ludwika Narbutta, w którym nauczanie prowadzone jest w języku polskim. W roku szkolnym 2024/25 uczęszcza do niego 123 uczniów. Dyrektorem placówki jest Mirena Garackiewicz. Szkołę założono w 1945 roku. Działa w niej zespół wokalny "Tęcza".